# Riccardo Nencini
Riccardo Nencini (ur. 19 października 1959 w Barberino di Mugello) – włoski polityk, lider partii socjalistycznych, parlamentarzysta krajowy, eurodeputowany IV kadencji, były przewodniczący rady regionalnej Toskanii.

## Życiorys
Studiował nauki polityczne na Uniwersytecie Florenckim. Publikował eseje polityczne i powieści historyczne. Zaangażował się w działalność Włoskiej Partii Socjalistycznej (PSI). W pierwszej połowie lat 90. był radnym Florencji. Od 1992 do 1994 zasiadał w Izbie Deputowanych XI kadencji. Po rozwiązaniu PSI działał we Włoskich Socjalistach i SDI. W latach 1994–1999 sprawował mandat deputowanego do Parlamentu Europejskiego IV kadencji.
Od 2000 do 2010 pełnił funkcję przewodniczącego rady regionalnej Toskanii. W 2008 objął stanowisko sekretarza krajowego Partii Socjalistycznej. W 2013 z listy PD (jako przedstawiciel PSI) został wybrany do Senatu XVII kadencji. W lutym 2014 został wiceministrem infrastruktury i transportu. W grudniu 2016 w nowym gabinecie objął funkcję podsekretarza stanu w tymże resorcie, po czym w styczniu 2017 powrócił na stanowisko wiceministra. W 2018 utrzymał mandat senatora na kolejną kadencję. W czerwcu 2018 zakończył pełnienie funkcji rządowej, a w marcu 2019 ustąpił z funkcji sekretarza krajowego PSI. W tym samym roku powołany na funkcję przewodniczącego rady krajowej partii.